# Altschin
Der Altschin war ein Längenmaß in Buchara, Turkistan und Chiwa, einer heutigen usbekischen Region (Provinz Xorazm). Die Länge kann als die dortige Elle angesehen werden.
- 1 Altschin = 1 russischer Arschin = 0,7112 Meter